# Zdeněk Grygera
Zdeněk Grygera (Přílepy, 14 mei 1980) is een voormalig Tsjechisch profvoetballer die speelde als verdediger. Nadat hij in het seizoen 2011/12 na vijf wedstrijden ernstig geblesseerd raakte aan zijn knie, werd zijn contract bij Fulham niet verlengd. In december 2012 gaf Grygera aan dat hij geen kans meer zag om terug te keren op topniveau en stopte daarom met profvoetbal.

## Clubcarrière
Grygera kwam in de zomer van 2003 over van Sparta Praag naar Ajax. Hij maakte een stroeve start bij Ajax en kon zich moeilijk vinden in het Ajax-systeem. Na een tijdje begon hij te wennen en verdedigde hij samen met Julien Escudé het centrum van Ajax. Toen Escudé uiteindelijk werd gepasseerd, raakte Grygera geblesseerd. Grygera herstelde van zijn blessure en aan het einde van het seizoen kon hij weer op een basisplek rekenen. Grygera is na het seizoen 2006/07 transfervrij naar Juventus in Italië vertrokken. Op 6 december 2012 maakt hij bekend te stoppen met voetbal door een ernstige blessure aan zijn knie.

## Interlandcarrière

### Tsjechië
Grygera maakte op 15 augustus 2001 zijn debuut voor het Tsjechisch voetbalelftal.
| Interlands van Zdeněk Grygera voor Tsjechië | Interlands van Zdeněk Grygera voor Tsjechië | Interlands van Zdeněk Grygera voor Tsjechië | Interlands van Zdeněk Grygera voor Tsjechië | Interlands van Zdeněk Grygera voor Tsjechië | Interlands van Zdeněk Grygera voor Tsjechië | Interlands van Zdeněk Grygera voor Tsjechië |
| №                                           | Datum                                       | Wedstrijd                                   | Uitslag                                     | Competitie                                  | Goals                                       |                                             |
| ------------------------------------------- | ------------------------------------------- | ------------------------------------------- | ------------------------------------------- | ------------------------------------------- | ------------------------------------------- | ------------------------------------------- |
| 1.                                          | 15-08-2001                                  | Tsjechië - Zuid-Korea                       | 5-0                                         | Vriendschappelijk                           | 0                                           |                                             |
| 2.                                          | 01-09-2001                                  | IJsland - Tsjechië                          | 3-1                                         | Kwalificatie WK 2002                        | 0                                           |                                             |
| 3.                                          | 05-09-2001                                  | Tsjechië - Malta                            | 3-2                                         | Kwalificatie WK 2002                        | 0                                           |                                             |
| 4.                                          | 06-10-2001                                  | Tsjechië - Bulgarije                        | 6-0                                         | Kwalificatie WK 2002                        | 0                                           |                                             |
| 5.                                          | 10-11-2001                                  | België - Tsjechië                           | 1-0                                         | Kwalificatie WK 2002                        | 0                                           |                                             |
| 6.                                          | 12-02-2002                                  | Tsjechië - Hongarije                        | 2-0                                         | Vriendschappelijk                           | 0                                           |                                             |
| 7.                                          | 21-08-2002                                  | Tsjechië - Slovenië                         | 4-1                                         | Vriendschappelijk                           | 0                                           |                                             |
| 8.                                          | 06-09-2002                                  | Tsjechië - Servië en Montenegro             | 5-1                                         | Vriendschappelijk                           | 0                                           |                                             |
| 9.                                          | 12-10-2002                                  | Moldavië - Tsjechië                         | 0-2                                         | Kwalificatie EK 2004                        | 0                                           |                                             |
| 10.                                         | 16-10-2002                                  | Tsjechië - Wit-Rusland                      | 2-0                                         | Kwalificatie EK 2004                        | 0                                           |                                             |
| 11.                                         | 20-11-2002                                  | Tsjechië - Zweden                           | 3-3                                         | Vriendschappelijk                           | 0                                           |                                             |
| 12.                                         | 12-02-2003                                  | Frankrijk - Tsjechië                        | 0-2                                         | Vriendschappelijk                           | 1                                           |                                             |
| 13.                                         | 29-03-2003                                  | Nederland - Tsjechië                        | 1-1                                         | Kwalificatie EK 2004                        | 0                                           |                                             |
| 14.                                         | 02-04-2003                                  | Tsjechië - Oostenrijk                       | 4-0                                         | Kwalificatie EK 2004                        | 0                                           |                                             |
| 15.                                         | 30-04-2003                                  | Tsjechië - Turkije                          | 4-0                                         | Vriendschappelijk                           | 0                                           |                                             |
| 16.                                         | 11-06-2003                                  | Tsjechië - Moldavië                         | 5-0                                         | Kwalificatie EK 2004                        | 0                                           |                                             |
| 17.                                         | 06-09-2003                                  | Wit-Rusland - Tsjechië                      | 1-3                                         | Kwalificatie EK 2004                        | 0                                           |                                             |
| 18.                                         | 10-09-2003                                  | Tsjechië - Nederland                        | 3-1                                         | Kwalificatie EK 2004                        | 0                                           |                                             |
| 19.                                         | 18-02-2004                                  | Italië - Tsjechië                           | 2-2                                         | Vriendschappelijk                           | 0                                           |                                             |
| 20.                                         | 02-06-2004                                  | Tsjechië - Hongarije                        | 3-1                                         | Vriendschappelijk                           | 0                                           |                                             |
| 21.                                         | 06-06-2004                                  | Tsjechië - Estland                          | 2-0                                         | Vriendschappelijk                           | 0                                           |                                             |
| 22.                                         | 15-06-2004                                  | Tsjechië - Letland                          | 2-1                                         | EK 2004 groepsfase                          | 0                                           |                                             |
| 23.                                         | 19-06-2004                                  | Tsjechië - Nederland                        | 3-2                                         | EK 2004 groepsfase                          | 0                                           |                                             |
| 24.                                         | 27-06-2004                                  | Tsjechië - Denemarken                       | 3-0                                         | EK 2004 1/4 finale                          | 0                                           |                                             |
| 25.                                         | 01-07-2004                                  | Tsjechië - Griekenland                      | 0-1                                         | EK 2004 1/2 finale                          | 0                                           |                                             |
| 26.                                         | 18-08-2004                                  | Tsjechië - Griekenland                      | 0-0                                         | Vriendschappelijk                           | 0                                           |                                             |
| 27.                                         | 08-09-2004                                  | Nederland - Tsjechië                        | 2-0                                         | Kwalificatie WK 2006                        | 0                                           |                                             |
| 28.                                         | 13-10-2004                                  | Armenië - Tsjechië                          | 0-3                                         | Kwalificatie WK 2006                        | 0                                           |                                             |
| 29.                                         | 17-11-2004                                  | Noord-Macedonië - Tsjechië                  | 0-2                                         | Kwalificatie WK 2006                        | 0                                           |                                             |
| 30.                                         | 04-06-2005                                  | Tsjechië - Andorra                          | 8-1                                         | Kwalificatie WK 2006                        | 0                                           |                                             |
| 31.                                         | 08-06-2005                                  | Tsjechië - Macedonië                        | 6-1                                         | Kwalificatie WK 2006                        | 0                                           |                                             |
| 32.                                         | 17-08-2005                                  | Zweden - Tsjechië                           | 2-1                                         | Vriendchappelijk                            | 0                                           |                                             |
| 33.                                         | 03-09-2005                                  | Roemenië - Tsjechië                         | 2-0                                         | Kwalificatie WK 2006                        | 0                                           |                                             |
| 34.                                         | 07-09-2005                                  | Tsjechië - Armenië                          | 4-1                                         | Kwalificatie WK 2006                        | 0                                           |                                             |
| 35.                                         | 08-10-2005                                  | Tsjechië - Nederland                        | 0-2                                         | Kwalificatie WK 2006                        | 0                                           |                                             |
| 36.                                         | 12-10-2005                                  | Finland - Tsjechië                          | 0-3                                         | Kwalificatie WK 2006                        | 0                                           |                                             |
| 37.                                         | 12-11-2005                                  | Noorwegen - Tsjechië                        | 0-1                                         | Kwalificatie WK 2006                        | 0                                           |                                             |
| 38.                                         | 16-11-2005                                  | Tsjechië - Noorwegen                        | 1-0                                         | Kwalificatie WK 2006                        | 0                                           |                                             |
| 39.                                         | 26-05-2006                                  | Saoedi-Arabië - Tsjechië                    | 0-2                                         | Vriendschappelijk                           | 0                                           |                                             |
| 40.                                         | 30-05-2006                                  | Tsjechië - Costa Rica                       | 1-0                                         | Vriendschappelijk                           | 0                                           |                                             |
| 41.                                         | 03-06-2006                                  | Tsjechië - Trinidad en Tobago               | 3-0                                         | Vriendschappelijk                           | 0                                           |                                             |
| 42.                                         | 12-06-2006                                  | Tsjechië - Verenigde Staten                 | 3-0                                         | WK 2006 groepsfase                          | 0                                           |                                             |
| 43.                                         | 17-06-2006                                  | Ghana - Tsjechië                            | 2-0                                         | WK 2006 groepsfase                          | 0                                           |                                             |
| 44.                                         | 22-06-2006                                  | Tsjechië - Italië                           | 0-2                                         | WK 2006 groepsfase                          | 0                                           |                                             |
| 45.                                         | 16-08-2006                                  | Tsjechië - Servië                           | 1-3                                         | Vriendschappelijk                           | 0                                           |                                             |
| 46.                                         | 07-10-2006                                  | Tsjechië - San Marino                       | 7-0                                         | EK-kwalificatie                             | 0                                           |                                             |
| 47.                                         | 11-10-2006                                  | Ierland - Tsjechië                          | 1-1                                         | EK-kwalificatie                             | 0                                           |                                             |
| 48.                                         | 15-11-2006                                  | Tsjechië - Denemarken                       | 1-1                                         | Vriendschappelijk                           | 0                                           |                                             |
| 49.                                         | 28-03-2007                                  | Tsjechië - Cyprus                           | 1-0                                         | EK-kwalificatie                             | 0                                           |                                             |
| 50.                                         | 22-08-2007                                  | Oostenrijk - Tsjechië                       | 1-1                                         | Vriendschappelijk                           | 0                                           |                                             |
| 51.                                         | 17-11-2007                                  | Tsjechië - Slowakije                        | 3-1                                         | EK-kwalificatie                             | 1                                           |                                             |
| 52.                                         | 06-02-2008                                  | Cyprus - Tsjechië                           | 0-2                                         | Vriendschappelijk                           | 0                                           |                                             |
| 53.                                         | 27-05-2008                                  | Tsjechië - Litouwen                         | 2-0                                         | Vriendschappelijk                           | 0                                           |                                             |
| 54.                                         | 07-06-2008                                  | Zwitserland - Tsjechië                      | 0-1                                         | EK-eindronde                                | 0                                           |                                             |
| 55.                                         | 11-06-2008                                  | Tsjechië - Portugal                         | 1-3                                         | EK-eindronde                                | 0                                           |                                             |
| 56.                                         | 15-06-2008                                  | Tsjechië - Turkije                          | 2-3                                         | EK-eindronde                                | 0                                           |                                             |
| 57.                                         | 20-08-2008                                  | Engeland - Tsjechië                         | 2-2                                         | Vriendschappelijk                           | 0                                           |                                             |
| 58.                                         | 10-09-2008                                  | Noord-Ierland - Tsjechië                    | 0-0                                         | WK-kwalificatie                             | 0                                           |                                             |
| 59.                                         | 11-10-2008                                  | Polen - Tsjechië                            | 2-1                                         | WK-kwalificatie                             | 0                                           |                                             |
| 60.                                         | 11-02-2009                                  | Marokko - Tsjechië                          | 0-0                                         | Vriendschappelijk                           | 0                                           |                                             |
| 61.                                         | 28-03-2009                                  | Slovenië - Tsjechië                         | 0-0                                         | WK-kwalificatie                             | 0                                           |                                             |
| 62.                                         | 02-04-2009                                  | Tsjechië - Slowakije                        | 1-2                                         | WK-kwalificatie                             | 0                                           |                                             |
| 63.                                         | 12-08-2009                                  | Tsjechië - België                           | 3-1                                         | Vriendschappelijk                           | 0                                           |                                             |
| 64.                                         | 05-09-2009                                  | Slowakije - Tsjechië                        | 2-2                                         | WK-kwalificatie                             | 0                                           |                                             |
| 65.                                         | 09-09-2009                                  | Tsjechië - San Marino                       | 7-0                                         | WK-kwalificatie                             | 0                                           |                                             |

## Carrièrestatistieken
| Seizoen         | Club            |                    | Competitie      | Competitie | Competitie | Beker | Beker | Internationaal | Internationaal | Overig | Overig | Totaal | Totaal |
| Seizoen         | Club            | Wed.               | Competitie      | Dlp.       | Wed.       | Dlp.  | Wed.  | Dlp.           | Wed.           | Dlp.   | Wed.   | Dlp.   |        |
| --------------- | --------------- | ------------------ | --------------- | ---------- | ---------- | ----- | ----- | -------------- | -------------- | ------ | ------ | ------ | ------ |
| 1997/98         | FK Svit Zlín    | Vlag van Tsjechië  | Druhá liga      | 20         | 1          |       |       | —              | —              | —      | —      | 20     | 1      |
| Club totaal     | Club totaal     | Club totaal        | Club totaal     | 20         | 1          | 0     | 0     | 0              | 0              | 0      | 0      | 20     | 1      |
| 1998/99         | FK Drnovice     | Vlag van Tsjechië  | Gambrinus liga  | 25         | 0          |       |       | —              | —              | —      | —      | 25     | 0      |
| 1999/00         | FK Drnovice     | Vlag van Tsjechië  | Gambrinus liga  | 29         | 3          |       |       | —              | —              | —      | —      | 29     | 3      |
| Club totaal     | Club totaal     | Club totaal        | Club totaal     | 54         | 3          | 0     | 0     | 0              | 0              | 0      | 0      | 54     | 3      |
| 2000/01         | AC Sparta Praag | Vlag van Tsjechië  | Gambrinus liga  | 15         | 0          |       |       | 6              | 0              | —      | —      | 21     | 0      |
| 2001/02         | AC Sparta Praag | Vlag van Tsjechië  | Gambrinus liga  | 21         | 1          |       |       | 7              | 0              | —      | —      | 28     | 1      |
| 2002/03         | AC Sparta Praag | Vlag van Tsjechië  | Gambrinus liga  | 29         | 1          |       |       | 8              | 0              | —      | —      | 37     | 1      |
| Club totaal     | Club totaal     | Club totaal        | Club totaal     | 65         | 2          | 0     | 0     | 21             | 0              | 0      | 0      | 86     | 2      |
| 2003/04         | Ajax            | Vlag van Nederland | Eredivisie      | 20         | 0          | 1     | 0     | 4              | 0              | —      | —      | 25     | 0      |
| 2004/05         | Ajax            | Vlag van Nederland | Eredivisie      | 18         | 4          | 2     | 0     | 5              | 0              | 1      | 0      | 26     | 4      |
| 2005/06         | Ajax            | Vlag van Nederland | Eredivisie      | 18         | 1          | 1     | 0     | 8              | 0              | 1      | 0      | 28     | 1      |
| 2006/07         | Ajax            | Vlag van Nederland | Eredivisie      | 22         | 3          | 4     | 0     | 5              | 1              | 0      | 0      | 31     | 4      |
| Club totaal     | Club totaal     | Club totaal        | Club totaal     | 78         | 8          | 8     | 0     | 22             | 1              | 2      | 0      | 110    | 9      |
| 2007/08         | Juventus        | Vlag van Italië    | Serie A         | 24         | 1          | 3     | 0     | —              | —              | —      | —      | 27     | 1      |
| 2008/09         | Juventus        | Vlag van Italië    | Serie A         | 31         | 2          | 4     | 0     | 8              | 0              | —      | —      | 43     | 2      |
| 2009/10         | Juventus        | Vlag van Italië    | Serie A         | 19         | 0          | 2     | 0     | 4              | 0              | —      | —      | 25     | 0      |
| 2010/11         | Juventus        | Vlag van Italië    | Serie A         | 13         | 0          | 2     | 0     | 4              | 0              | —      | —      | 19     | 0      |
| Club totaal     | Club totaal     | Club totaal        | Club totaal     | 87         | 3          | 11    | 0     | 16             | 0              | 0      | 0      | 114    | 3      |
| 2011/12         | Fulham          | Vlag van Engeland  | Premier League  | 5          | 0          | 1     | 0     | 1              | 0              | —      | —      | 7      | 0      |
| Club totaal     | Club totaal     | Club totaal        | Club totaal     | 5          | 0          | 1     | 0     | 1              | 0              | 0      | 0      | 7      | 0      |
| Carrière totaal | Carrière totaal | Carrière totaal    | Carrière totaal | 309        | 17         | 20    | 0     | 60             | 1              | 2      | 0      | 391    | 18     |

## Erelijst
AC Sparta Praag
- Gambrinus liga: 2000/01, 2002/03

 Ajax
- Eredivisie: 2003/04
- KNVB beker: 2005/06, 2006/07
- Johan Cruijff Schaal: 2005, 2006